# Hirsch Oppenheimer
Hirsch Berend Oppenheimer (* 24. April 1794 in Hamburg; † 16. Dezember 1870 ebenda) war ein deutscher Kaufmann und Stifter.

## Leben und Wirken
Hirsch Oppenheimer war der zweite von acht Söhnen von Berend Hirsch Oppenheimer (1755–1858) und dessen Frau Betty, geborene Marcus (1768–1840). Sein Vater war als gebürtiger Hamburger dort als Kaufmann tätig. Die Mutter stammte aus dem mecklenburgischen Rehna. Der Hamburger Wohnsitz der Familie Oppenheimer war die 2. Marktstraße 189. Dem Vorbild seines Vaters folgend vertrieb Hirsch Oppenheimer mit dem Unternehmen H. B. Oppenheimer en gros und en detail englische und französische Kurzwaren, Spiegel, Glas und Porzellan. Zwei seiner Brüder namens Leopold (1796–1880) und Amsel (1798–1885) beteiligten sich am Unternehmen. Ein dritter Bruder namens Susmann (* 1800) zog nach Paris und unterhielt Kontakte zu dem Unternehmen seines Bruders in der Hamburg.
Der Unternehmenssitz befand sich zunächst am Alten Steinweg 47–48, anschließend am Neuen Wall. Das dortige Gebäude entstand nach Plänen von Johann Hinrich Schlößer unmittelbar nach dem Hamburger Brand. Da die Familie Oppenheimer strenggläubig war, ließ sie in dem Haus auch eine Synagoge einrichten. Wilhelm Melhop erwähnte in Alt Hamburgische Bau-Weise die „großen und vornehmen Ladenfester“, aber auch die Bauhöhe, aufgrund derer das Gebäude „bewundert wurde“.

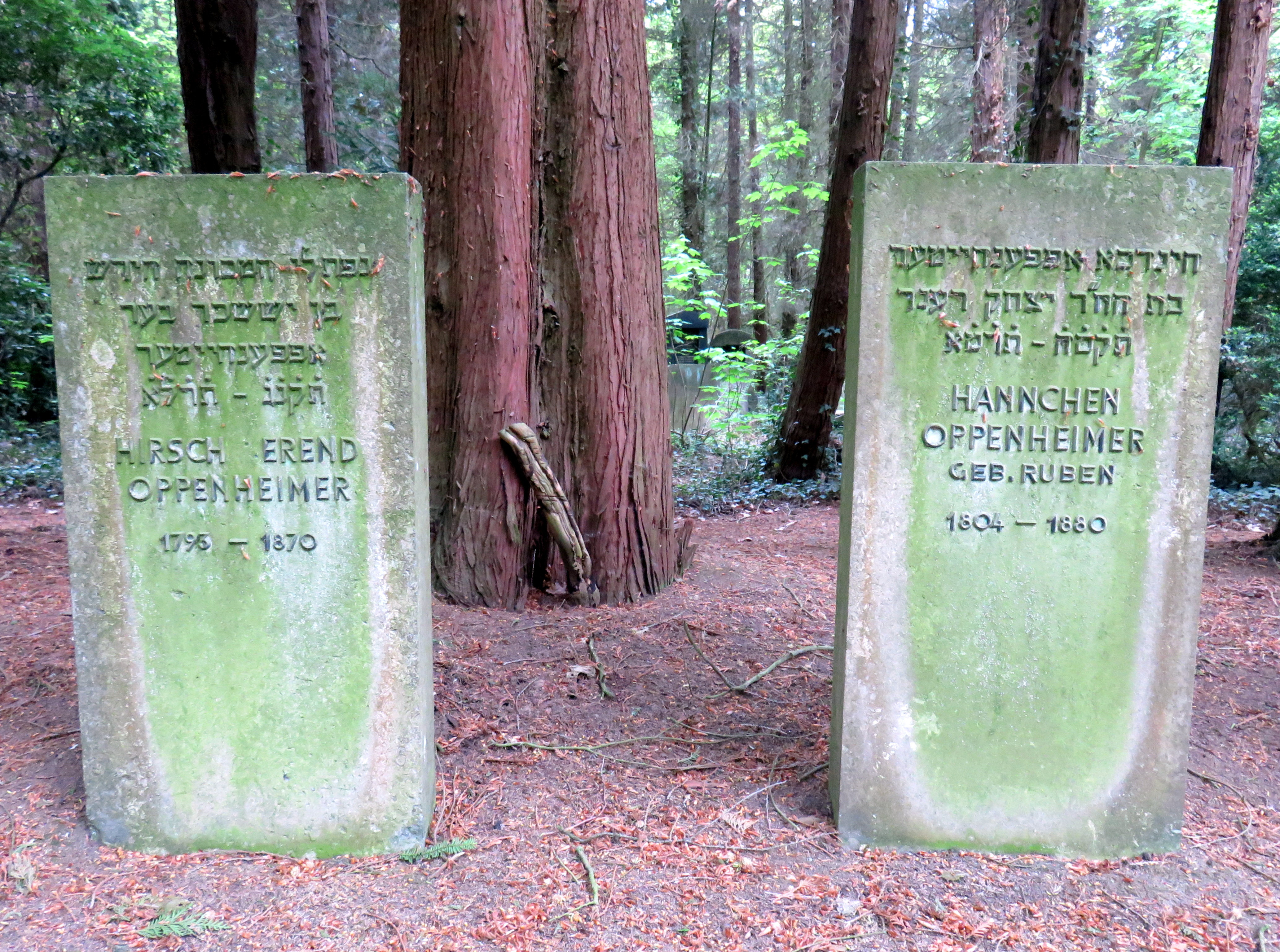
Gedenksteine Hirsch Berend Oppenheimer und Ehefrau Hannchen, Jüdischer Friedhof Ilandkoppel

Nach einiger Zeit wechselten die Brüder Oppenheimer vom Warenhandel in das Bankwesen. Als Gebr. Oppenheimer boten sie Fonds- und Wechsel-Commissionsgeschäfte an. Hirsch Oppenheimer muss große Gewinne erwirtschaftet haben. Er kaufte für seine Familie ein Haus am Harvestehuder Weg 12. 1868 rief er die Oppenheimer-Stiftung „auf ewige Zeiten“ ins Leben. Die Einrichtung mit Sitz am Krayenkamp sollte notleidenden Mitgliedern der Deutsch-Israelitischen Gemeinde Wohnraum zur Verfügung stellen. Als Aufnahmebedingung legte der Stifter fest, dass die hilfsbedürftigen Personen ihren Glauben orthodox und vorschriftsgemäß praktiziert „und ein tadellosen Leben geführt“ haben sollten. Zur Stiftung gehörte auch eine Synagoge. Oppenheimer forderte dort eine orthodoxe Lehre „ohne Einführung von Neuerungen“. Alle Nutzer der Stiftungswohnungen hatten die dortigen Gottesdienste zu besuchen. Außerdem sollte dort an allen Tagen, an denen ein Mitglied der Familie Oppenheimer verstorben war, ein Todeslicht angezündet und ein Kaddischgebet gesprochen werden.
Hirsch Oppenheimer heiratete 1827 die aus Schwerin stammende Hannchen Ruben. Das Ehepaar hatte zwei Töchter.
In der Ehrenanlage im Bereich „Grindelfriedhof“ auf dem Jüdischen Friedhof Ohlsdorf (Ilandkoppel) wird mit je einem Gedenkstein an Hirsch Oppenheimer und seine Ehefrau Hannchen erinnert.

## Weitere Entwicklung der Oppenheimer-Stiftung
Die Stiftung am Krayenkamp existierte bis zu Sanierungsarbeiten Anfang des 20. Jahrhunderts. Sie fand einen neuen Platz in der Kielerortalle in Eimsbüttel. Das dortige fünfgeschossige Gebäude enthielt 23 Wohnungen mit zwei und drei Zimmern. Die Pläne für die 1907/08 errichtete hufeisenförmige Anlage stammten von Ernst Friedheim. Neben den Wohnungen war hier auch eine Synagoge mit 80 Plätzen zu finden. Diese stand allen Hausbewohnern und Nachbarn offen. Die Synagoge lag im Mitteltrakt und umfasste drei Stockwerke. Sie hatte einen runden Vorbau mit einer kleinen Apsis und hohe, bunte und bleiverglaste Fenster, die vom Garten aus zu sehen waren. Über der Apsis war ein kleines rundes Fenster mit einem Davidstern angebracht.
Während der Zeit des Nationalsozialismus wurde die Stiftung 1942 Teil der Reichsvereinigung der Juden und zum „Judenhaus“ ernannt. Die meisten Gemeindemitglieder wurden in der Folgezeit in die KZ Auschwitz und Theresienstadt deportiert. Während der Luftangriffe auf Hamburg während des Zweiten Weltkriegs blieb das Gebäude unbeschädigt. Als nach Kriegsende die ersten Gemeindemitglieder nach Hamburg zurückkamen, nutzten sie die Synagoge wieder. 1960 eröffnete eine neue Synagoge an der Hohen Weide. Die Jüdische Gemeinde veräußerte daraufhin die Gebäude der Stiftung Oppenheimers an der Kielerortallee. Die neuen Eigentümer richteten darin Eigentumswohnungen ein. An die ehemalige Synagoge erinnert heute die Apsis, die an der Rückseite weiterhin zu sehen ist.